# 公方年貢
公方年貢（くぼうねんぐ）とは、中世後期日本の荘園公領制のもとにおいて、一円支配を確立した領主（公方）に対して納入された本年貢のこと。
13世紀以後、本来は重層的な支配構造となっていた荘園において一円支配が進行した（ただし、その担い手が本所などの旧来からの荘園領主である場合と武家政権に補任された地頭である場合がある）。その荘園の荘民からみて唯一の支配者となったこうした領主のことを従来は朝廷（13世紀後半以後には将軍に対しても用いられる）に対して用いられてきた「公方」の呼称で呼ばれるようになった。同じ頃、荘民が名主（正確には名主職の所有者）を経由して「公方」に納めるべき年貢・公事、更には実際には名主の得分となる加地子などの様々な名目で行われてきた各種の貢納が納付経路の画一化に伴って個々の区別せずに一括して「年貢」の呼称で呼ばれるようになった。このため、本来の年貢である本年貢を公事・加地子に相当する「年貢」と区別するために用いられたのが公方年貢の語であった。公方年貢の量は中世後期にはほぼ一定額に固定化されていくのに対し、他の年貢特に加地子の量は名主などの在地支配層の台頭とともに増額され、公方年貢のそれを上回るようになった。